# Stefano Costantini
Stefano Costantini (Roma, 24 maggio 1983) è un pilota automobilistico italiano.
Dal 2016 corre per Lamborghini nel GT World Challenge Europe e ha concluso due volte a podio (nel 2018 e 2019) la 24 Ore di Spa. È istruttore presso la Lamborghini Accademia, il programma di Lamborghini Squadra Corse per chi vuole imparare o migliorare la guida sportiva.

## Carriera

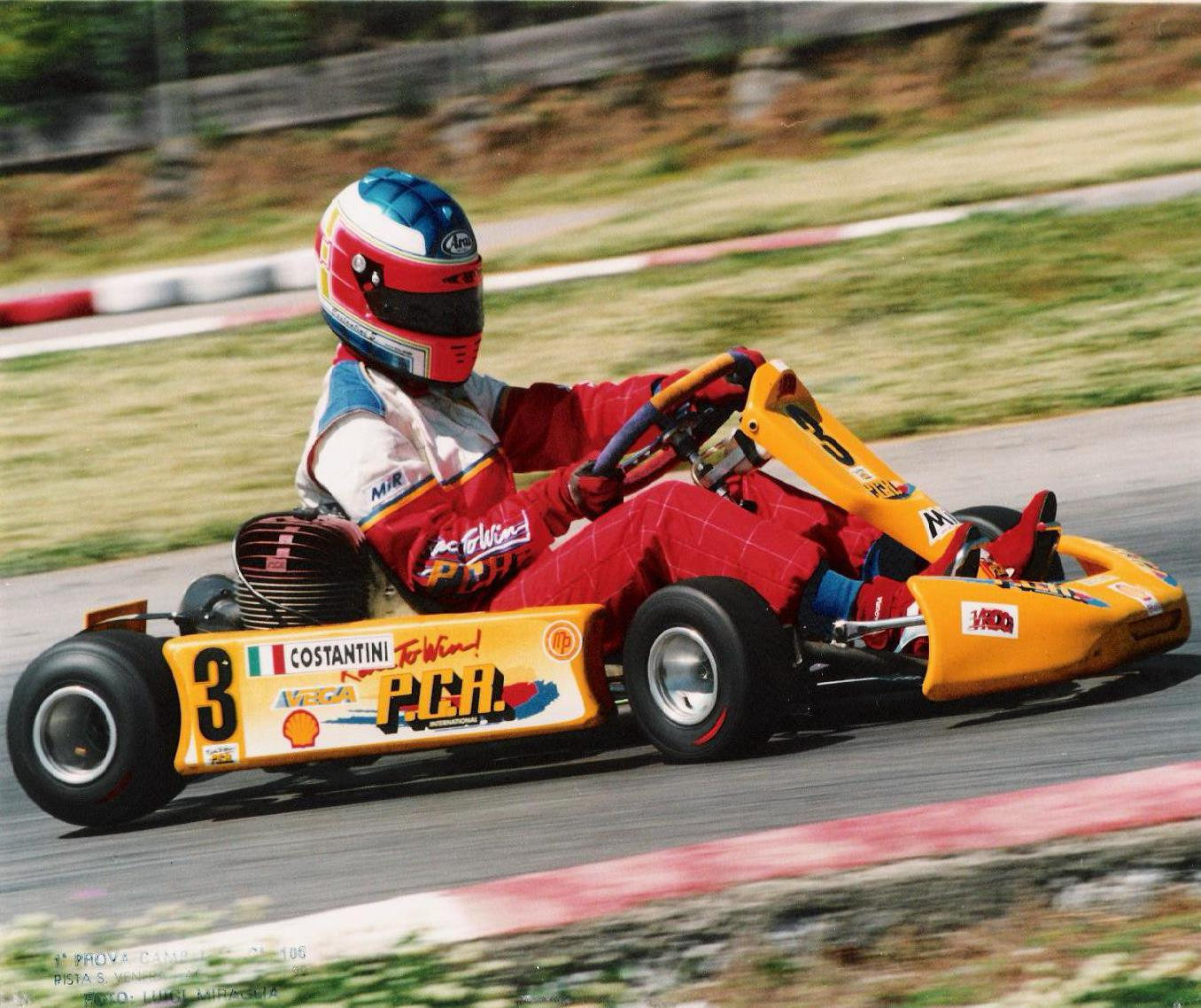
Costantini alla guida di un kart ad inizio carriera

Stefano Costantini debutta nel 1996 sui kart all'età di 13 anni, collezionando negli anni a venire svariati podi e vittorie in ambito nazionale e internazionale.  La categoria in cui corre per più anni (dal 1999) e raggiunge più vittorie è la 100 ICA. Da segnalare il terzo posto nel Campionato Italiano 100 ICA del 2000.
L’esperienza sui kart si prolunga fino al 2002. Dopo una pausa di qualche anno per concentrarsi sullo studio e laurearsi in Ingegneria Meccanica, torna in pista a 25 anni nel 2008 nel Campionato Italiano FIAT 500, proclamandosi Vicecampione e Campione Under 25.
Nel biennio 2009-2010, si proclama per due anni consecutivi Vicecampione del Campionato Italiano Seat Leon Supercopa. 
Nel 2011 il salto da vetture turismo a vetture GT, su Porsche nel Porsche Carrera Cup Italia. Nel 2012 chiude la stagione al quinto posto assoluto.
Nel 2013 debutta nel Campionato GT Open al volante della Ferrari 458 GT3 del Team Ombra Racing, collezionando tre podi. Conferma il suo impegno per l'anno successivo nello stesso campionato, ancora una volta al volante della Ferrari 458 GT3 di Ombra Racing: ottiene le sue prime vittorie a Monza e Portimao.
Nel 2015 Costantini non disputa un campionato intero, ma guida la Corvette GT3 in alcune gare del GT Open, la Ferrari 458 GT3 nel GT Italiano, oltre ad esordire nel World Series by Renault a bordo della Renault RS01.
Nel 2016 il grande salto nel Campionato Internazionale Blancpain Endurance Series (oggi denominato GT World Challenge Europe) dove corre nella categoria Pro Am a bordo della Lamborghini Huracan GT3 ottenendo come miglior risultato un quarto posto nella 3ore del Nurburgring.

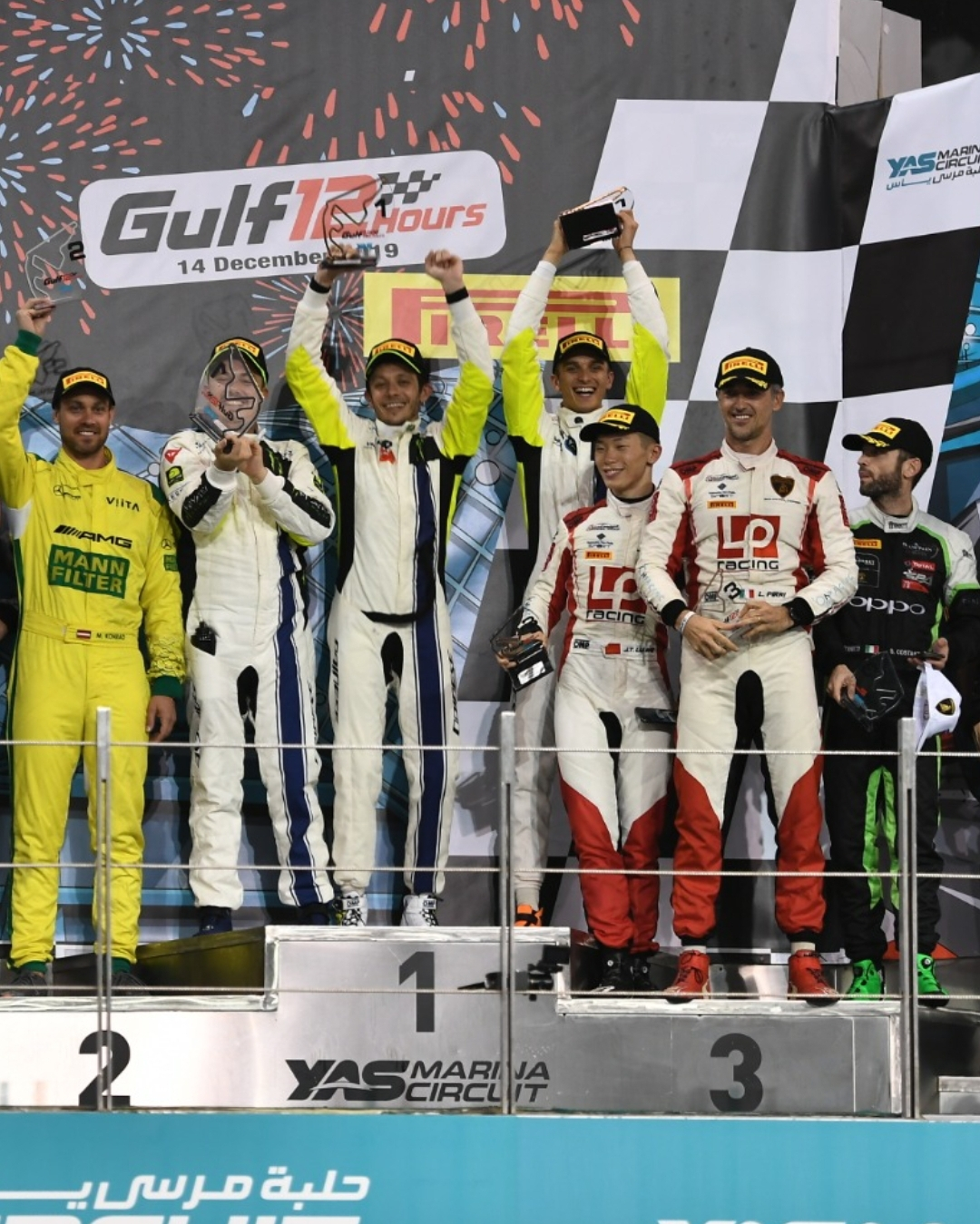
Costantini sul podio della 12 ore di Abu Dhabi nel 2019 con Valentino Rossi

Nel 2017 Stefano è ancora al volante della "Lambo" nel Blancpain Endurance Series e partecipa alla 24 ore di SPA dove ottiene il decimo posto.
Il 2018 è un anno ricco di podi e vittorie per il pilota romano: al volante della Lamborghini Huracan GT3, Costantini giunge secondo di classe AM nella 24 ore di Spa in equipaggio con Di Folco, Debs e Delhez. In campionato conquista inoltre il terzo posto a Silverstone, il terzo posto a Monza e una doppia vittoria a Barcellona.
2019 ricco di appuntamenti: Costantini disputa 4 gare di durata e raccoglie due terzi posti di classe AM nella 24 ore di SPA e nella 12 ore di Abu Dhabi, sempre al volante della Lamborghini Huracán EVO. Disputa inoltre il Blancpain Endurance Series collezionando una vittoria nell’ultimo appuntamento di Barcellona (oltre ad ottenere un secondo posto a Monza). 

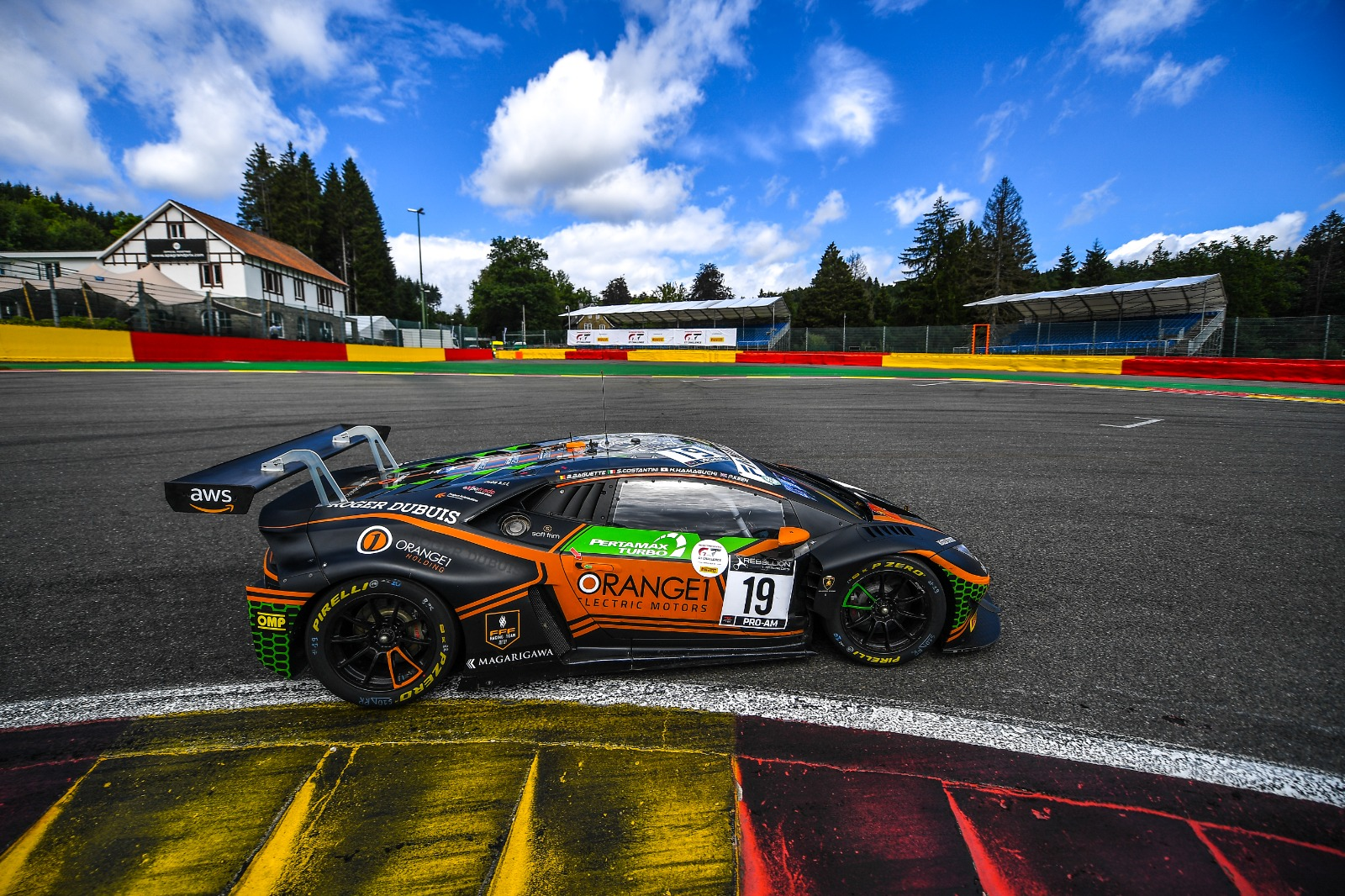
Stefano Costantini alla 24 ore di SPA nel 2021 su Lamborghini

Nel 2020 l’emergenza Covid-19 impone la cancellazione o il rinvio di alcuni campionati e gare. In questo contesto, Costantini disputa solamente la 24 ore di SPA su Lamborghini Huracan GT3 del Team Raton Racing, dove ottiene la pole position di classe AM. In gara, l’equipaggio è costretto al ritiro a causa di un incidente provocato da un compagno di squadra mentre la vettura occupava la prima posizione di classe dopo oltre 16 ore di gara.
Nel 2021 Stefano Costantini torna nuovamente al volante della Lamborghini Huracan GT3, questa volta del FFF Racing Team, con cui disputa la 24 Ore di SPA (dove l'equipaggio è costretto al ritiro) e due gare nel Campionato GT World Challenge, nella classe Pro-AM. Il pilota romano sale sul gradino più alto del podio al Nurburgring e termina quinto a Barcellona.

## Risultati
2021
| Scuderia   | Vettura                 | Campionato                    | Nurburgring | Barcellona |
| ---------- | ----------------------- | ----------------------------- | ----------- | ---------- |
| FFF Racing | Lamborghini Huracán GT3 | GT World Challenge (Pro-AM)   | 1           | 5          |
|            |                         | Gare di durata                |             |            |
| FFF Racing | Lamborghini Huracán GT3 | 24 Ore di SPA (Classe Pro-AM) | SPA         |            |
|            |                         |                               | Rit.        |            |

2020
| Scuderia               | Vettura                 | Gare di durata            |      |     |
| Raton Racing by Target | Lamborghini Huracán GT3 | 24 Ore di SPA (Classe AM) | SPA  | SPA |
|                        |                         |                           | Rit. |     |

2019
| Scuderia                | Vettura                 | Campionato                             | Monza     | Silverstone | Paul Ricard | Barcellona | Punti | Posizione |
| ----------------------- | ----------------------- | -------------------------------------- | --------- | ----------- | ----------- | ---------- | ----- | --------- |
| Raton Racing by Target  | Lamborghini Huracán GT3 | Blancpain Endurance Series (Classe AM) | 2         | 4           | 6           | 1          | 92    | 3         |
|                         |                         | Gare di durata                         |           |             |             |            |       |           |
| Raton Racing by Target  | Lamborghini Huracán GT3 | 24 Ore di SPA (Classe AM)              | SPA       |             |             |            |       |           |
|                         |                         |                                        | 3         |             |             |            |       |           |
| Target Racing           | Lamborghini Huracán GT3 | 24 Ore di Dubai (Classe AM)            | Dubai     |             |             |            |       |           |
|                         |                         |                                        | 5         |             |             |            |       |           |
| GRT Grasser Racing Team | Lamborghini Huracán GT3 | 12 Ore di SPA (Classe AM)              | SPA       |             |             |            |       |           |
|                         |                         |                                        | 8         |             |             |            |       |           |
| LP Racing               | Lamborghini Huracán GT3 | 12 Ore di Abu Dhabi (Classe AM)        | Abu Dhabi |             |             |            |       |           |
|                         |                         |                                        | 3         |             |             |            |       |           |

2018
| Scuderia      | Vettura                 | Campionato                                 | Paul Ricard | Paul Ricard | SPA | SPA | Hungaroring | Hungaroring | Silverstone | Silverstone | Monza | Monza | Barcellona | Barcellona | Punti               | Posizione |
| ------------- | ----------------------- | ------------------------------------------ | ----------- | ----------- | --- | --- | ----------- | ----------- | ----------- | ----------- | ----- | ----- | ---------- | ---------- | ------------------- | --------- |
| Target Racing | Lamborghini Huracán GT3 | International GT Open (Classi PRO-AM e AM) | 4           | 6           | 5   | 4   | Rit.        | Rit.        | 6           | 3           | 6     | 3     | 1          | 1          | 21 (Pro AM) 18 (AM) | 10 10     |
|               |                         | Gare di durata                             |             |             |     |     |             |             |             |             |       |       |            |            |                     |           |
|               |                         | 24 Ore di SPA (Classe AM)                  | SPA         | SPA         |     |     |             |             |             |             |       |       |            |            |                     |           |
|               |                         |                                            | 2           |             |     |     |             |             |             |             |       |       |            |            |                     |           |

2017
| Scuderia     | Vettura                 | Campionato                                 | Monza | Monza | Silverstone | Silverstone | Barcellona | Barcellona | Paul Ricard | Paul Ricard | Punti | Posizione |
| ------------ | ----------------------- | ------------------------------------------ | ----- | ----- | ----------- | ----------- | ---------- | ---------- | ----------- | ----------- | ----- | --------- |
| Raton Racing | Lamborghini Huracán GT3 | Blancpain Endurance Series (Classe PRO-AM) | 8     | 8     | 6           | 6           | 12         | 12         | 7           | 7           | 12    | 37        |
|              |                         | Gare di durata                             |       |       |             |             |            |            |             |             |       |           |
|              |                         | 24 Ore di SPA (Classe PRO-AM)              | SPA   | SPA   |             |             |            |            |             |             |       |           |
|              |                         |                                            | 10    |       |             |             |            |            |             |             |       |           |

2016
| Scuderia   | Vettura                 | Campionato                                 | Monza | Monza | Silverstone | Silverstone | Paul Ricard | Paul Ricard | Nurburgring | Nurburgring | Punti | Posizione |
| ---------- | ----------------------- | ------------------------------------------ | ----- | ----- | ----------- | ----------- | ----------- | ----------- | ----------- | ----------- | ----- | --------- |
| Team Ombra | Lamborghini Huracán GT3 | Blancpain Endurance Series (Classe PRO-AM) | 7     | 7     | 5           | 5           | 16          | 16          | 4           | 4           | 16    | 36        |
|            |                         | Gare di durata                             |       |       |             |             |             |             |             |             |       |           |
|            |                         | 24 Ore di SPA - Classe AM                  | SPA   | SPA   |             |             |             |             |             |             |       |           |
|            |                         |                                            | 18    |       |             |             |             |             |             |             |       |           |

2015
| Scuderia                | Vettura          | Campionato              | Paul Ricard | Paul Ricard | Silverstone | Silverstone | Paul Ricard | Paul Ricard |
| ----------------------- | ---------------- | ----------------------- | ----------- | ----------- | ----------- | ----------- | ----------- | ----------- |
| Team Solaris Motorsport | Corvette C6R Gt3 | International GT Open   | 8           | 7           |             |             |             |             |
| Team Ombra              | Ferrari 458 GT3  | Campionato Italiano GT3 | Mugello     | Mugello     |             |             |             |             |
|                         |                  |                         | 2           | Rit         |             |             |             |             |
|                         | Renault RS01     | World Series by Renault | SPA         | SPA         | Hungaroring | Hungaroring | Silverstone | Silverstone |
|                         |                  |                         | 5           | 4           | 4           |             | Rit.        | 4           |

2014
| Scuderia   | Vettura         | Campionato             | Nurburgring | Nurburgring | Portimao | Portimao | Jerez | Jerez | SPA | SPA  | Monza | Monza |
| ---------- | --------------- | ---------------------- | ----------- | ----------- | -------- | -------- | ----- | ----- | --- | ---- | ----- | ----- |
| Team Ombra | Ferrari 458 GT3 | International GT Open  | 6           | 2           | 1        | 7        | 6     | Rit.  | 3   | Rit. | 4     | 3     |
| Team Ombra | Ferrari 458 GT3 | Campionato Italiano GT | Monza       | Monza       |          |          |       |       |     |      |       |       |
|            |                 |                        | 1           | Rit.        |          |          |       |       |     |      |       |       |

2013
| Scuderia   | Vettura         | Campionato            | Paul Ricard | Paul Ricard | Portimao | Portimao | Nurburgring | Nurburgring | Jerez | Jerez | Silverstone | Silverstone | SPA | SPA | Monza | Monza | Barcellona | Barcellona |
| ---------- | --------------- | --------------------- | ----------- | ----------- | -------- | -------- | ----------- | ----------- | ----- | ----- | ----------- | ----------- | --- | --- | ----- | ----- | ---------- | ---------- |
| Team Ombra | Ferrari 458 GT3 | International GT Open | 4           | 7           | 5        | 7        | 6           | Rit.        | 2     | 5     | Rit.        | Rit.        | 5   | 3   | 3     | Rit.  | Rit.       | Rit.       |

## Sponsorizzazioni
Nel 2022, Stefano Costantini firma un accordo di sponsorizzazione con Bianchet e vince sia il campionato GT World Challenge Europe Endurance Pro-Am che la 24 ore di SPA GT Pro-Am. Costantini e Bianchet hanno rinnovato la loro partnership nel 2023 collaborando durante l'Asian Le Mans Series, il WEC e la 12 ore del Golfo.